# Текомелла
Текомелла (лат. Tecomella; диминутив от Tecoma) — монотипный род деревянистых растений семейства Бигнониевые (Bignoniaceae). Включает единственный вид — Текомелла волнистая (Tecomella undulata).

## Ботаническое описание

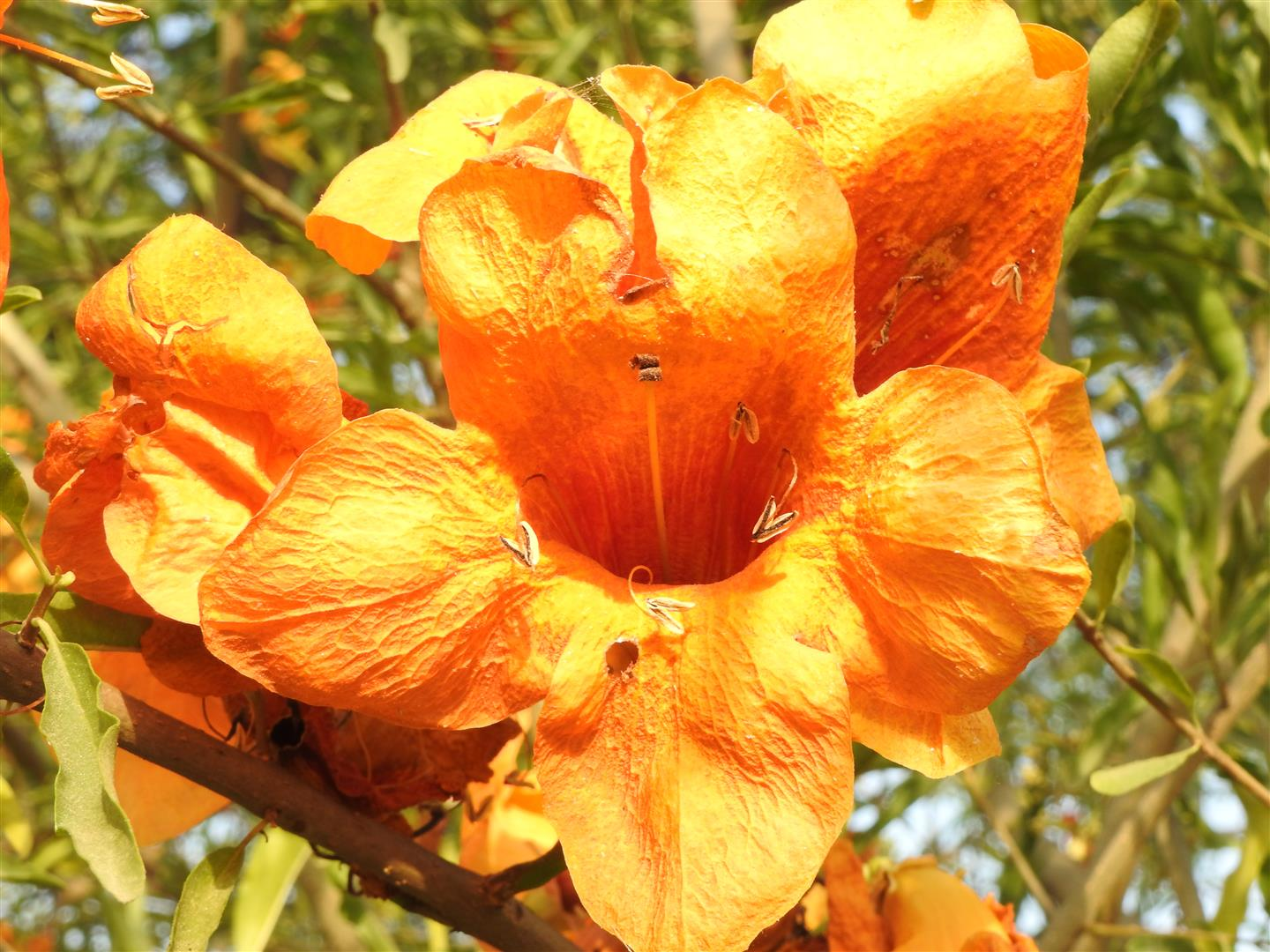
Цветок

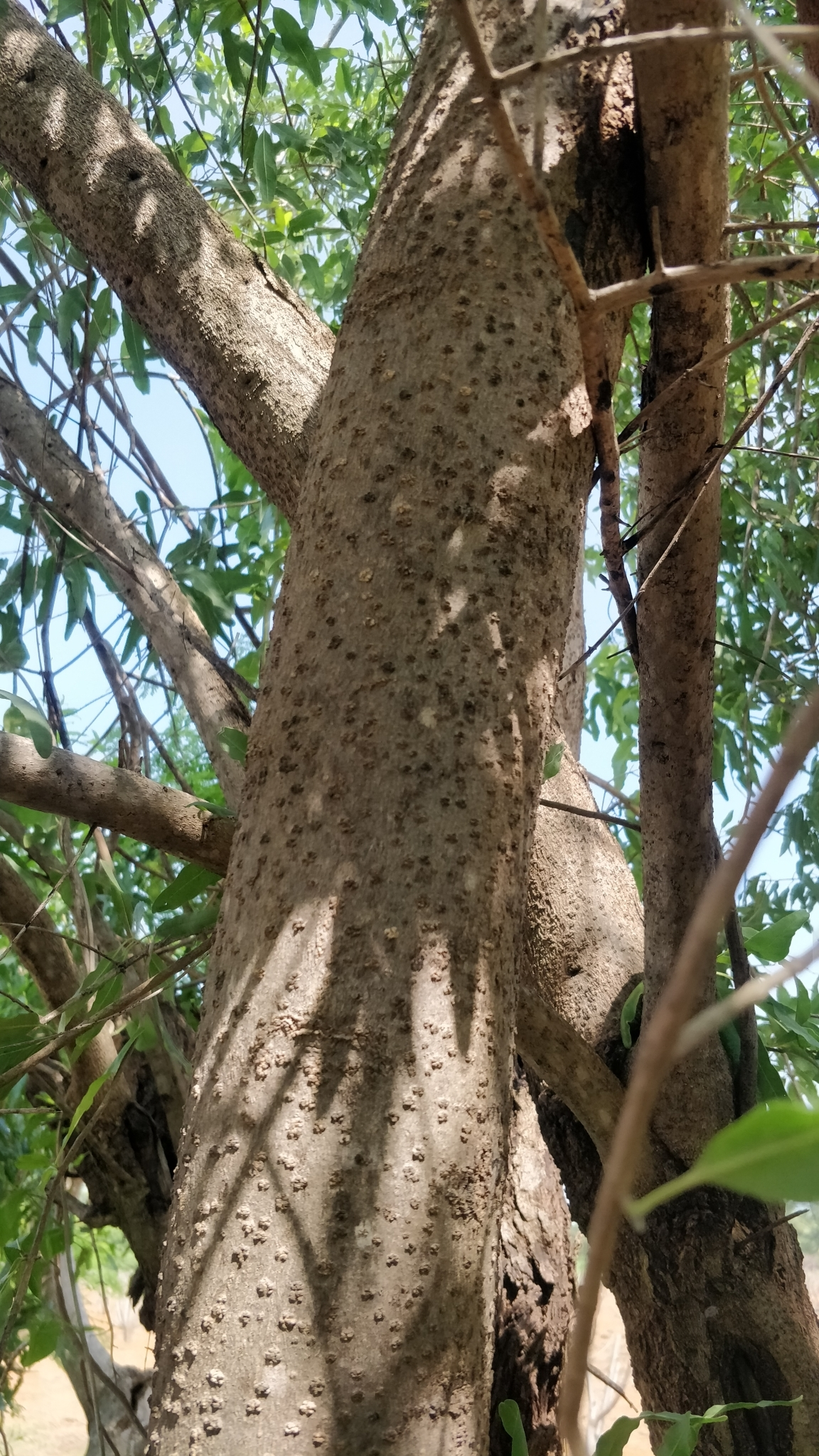
Ствол

Небольшое дерево или большой кустарник 2,5—6 м высотой. Листья светло-зелёные, супротивные, цельнокрайные, простые. Пластинка от эллиптически-продолговатой до эллиптически-ланцетной или линейно-продолговатой, (22) 35—95 мм длиной, (5) 10—20 мм шириной, край волнистый, на верхушке тупые или выемчатые, в основании сужающиеся, черешок 6—18 мм длиной.
Соцветие — скученная кисть, 2—8-цветковая. Прицветники линейные, 1,5—2 мм длиной, звёздчато-опушённые; прицветники по 2, линейные, одинаковые, около 1,5 мм длиной. Цветоножка 7—14 мм длиной. Цветки крупные, эффектные, оранжево-красные, при сушке чернеющие. Чашечка колокольчатая, 8—13 мм длиной, неравномерно 5-лопастная; её лопасти тупые, но с небольшими остроконечиями на верхушке, мелко и редко железисто-опушённые. Венчик ярко-оранжевый до оранжевого, 50—60 мм длиной, воронковидный. Трубка венчика широкая воронковидная, расширенная в основании; доли венчика почти округлые, 20—25 мм длиной, 28—32 мм шириной. Тычинок 4; стаминодии короче тычинок. Нити более длинных тычинок 37—38 мм длиной; стаминодии 16—17 мм длиной. Купулярный диск, 5-лопастной. Завязь широколинейная, 4,5 мм длиной; столбик около 40 мм длиной, рылец 2, продолговато-яйцевидные, сжатые, 4,5—5 мм длиной. Плод — удлинённая коробочка, 17—34 см длиной, 0,9—1,2 см шириной, линейно-продолговатая, сжатая с боков, слегка изогнутая, на вершине клювовидная с крылом, 20 мм шириной. Семена многочисленные, крылатые. Цветение с февраля по май.

## Распространение
Встречается в Юго-Восточной Аравии (ОАЭ, Северный Оман), Южном Иране, Афганистане, Пакистане и на северо-западе Индии. Произрастает в основном в биоме пустыни или сухих кустарников, в глинисто-щебнистых и каменистых местах, на склонах и по краям вади, сухих и гравийных руслах вади, по берегам ручьев; до высоты 1300 м над уровнем моря.

## Применение
Выращивается как декоративное растение из-за её эффектных жёлтых или оранжевых цветков, имеет умеренную солеустойчивость, при этом легко размножается вегетативно.
Листья используются в качестве корма для коз и крупного рогатого скота. Древесина считается огнеупорной, используется в строительстве, для изготовления мебели и для декоративной резьбы. Кора лекарственная. Семена применяют в Пакистане и Индии при лечении язв, абсцессов.

## Синонимы вида
- Bignonia glauca Decne. (1844)
- Bignonia tropaeolum Jacquem. (1845)
- Bignonia undulata Sm. (1804)basionym
- Gelseminum undulatum (Sm.) Kuntze (1891)
- Tecoma glauca DC. (1845)
- Tecoma undulata (Sm.) G.Don (1837)